# سوزانا هيجنوفا
سوزانا هيجنوفا (مواليد 19 ديسمبر 1986) هي عدائة تشيكية تخصص 100 متر حواجز،400 متر حواجز و400 متر.

## روابط خارجية
- سوزانا هيجنوفا على موقع الاتحاد الدولي لألعاب القوى (الإنجليزية)
- سوزانا هيجنوفا على موقع الاتحاد الأوروبي لألعاب القوى (الإنجليزية)
- سوزانا هيجنوفا على موقع الدوري الماسي (الإنجليزية)
- سوزانا هيجنوفا على موقع اللجنة الأولمبية الدولية (الإنجليزية)
- سوزانا هيجنوفا على موقع أوليمبيديا (الإنجليزية)
- سوزانا هيجنوفا على موقع اللجنة الأولمبية التشيكية (التشيكية)